# 폰 부스 (영화)
《폰 부스》(영어: Phone Booth)는 2002년 공개된 미국의 심리 스릴러 영화로, 조엘 슈마커가 감독을 맡았다. 저격수에 의해 전화 박스 안에 인질로 잡힌 사람에 대한 영화로, 콜린 패럴, 키퍼 서덜랜드, 포리스트 휘터커 등이 출연한다.
이 영화는 원래 2002년 가을에 공개될 예정이었지만, 2002년 10월에 발생한 D.C. 연속저격사건 때문에 2003년 4월로 연기되었다.

## 줄거리
구변이 좋은 뉴욕 미디어 컨설턴트 스튜는 자신과 공중전화로 통화 중인 연쇄살인범에게 저격소총으로 노려진 채로 공중전화 박스(Phone Booth) 안에서 꼼짝도 못하는 신세가 된다. 스튜는 전화를 끊는 즉시 살해될 것이다.

## 출연
- 콜린 패럴 - 스튜 셰퍼드 역
- 키퍼 서덜랜드 - 발신자 역
- 포리스트 휘터커 - 에드 레이미 경감 역
- 케이티 홈스 - 패멀라 "팸" 맥패든 역
- 라다 미첼 - 켈리 셰퍼드 역
- 폴라 제이 파커 - 펄리샤 역
- 티아 테이하다 - 에이샤 역
- 존 이노스 3세 - 리언 역
- 리처드 T. 존스 - 콜 경사 역
- 키스 놉스 - 애덤 역
- 제임스 맥도널드 - 교섭인(브레이먼) 역
- 조시 파이스 - 마리오 역
- 벤 포스터 - 빅큐 역 (크레디트 미기재)
- 재러드 레토 - 보비 역
- 에리언 애시 - 코키 역

## 우리말 녹음
KBS 성우진 (2007년 4월 14일)
- 양석정 - 스튜(콜린 패럴)
- 김준 - 목소리(키퍼 서덜랜드)
- 배정미 - 켈리(라다 미첼)
- 김영진 - 레이미 경감(포리스트 휘터커)
- 김우정 - 애덤(키스 놉스)
- 변현우 - 빅큐(벤 포스터)
- 이규석 - 콜 경사(리처드 T. 존스)
- 김희선 - 라나(마일리 플래너건) / 패멀라(케이티 홈스)
- 구민선 - 코키(에리언 애시)
- 송정희 - 펠리샤(폴라 제이 파커)
- 홍진욱 - 브레이먼(제임스 맥도널드)
- 안영아 - 에이샤(티아 테이하다)

## 같이 보기
- 로크 (영화)